# Callistochiton colimensis
Callistochiton colimensis is een keverslakkensoort uit de familie van de Callistoplacidae. De wetenschappelijke naam van de soort is voor het eerst geldig gepubliceerd in 1961 door A. G. Smith.